# Philonotis minutifolia
Philonotis minutifolia là một loài rêu trong họ Bartramiaceae. Loài này được E.B. Bartram mô tả khoa học đầu tiên năm 1954.